# Caronosaure

El caronosaure (Charonosaurus, gr. "rèptil de Caront") és un gènere representat per una única espècie de dinosaure ornitòpode hadrosàurid, que va viure a la fi el període Cretaci, fa aproximadament 65 milions d'anys, en el Mastrichtià, en el que és avui Àsia. Charonosaurus va mesurar aproximadament els 13 m de llarg i 4 m d'alt. La superfície dorsal de l'os frontal estava altament modificada per suportar la base d'una cresta buida, la qual formava una plataforma molt ampla, fortament inclinada cap a davant i ornamentada per llargs i profunds solcs longitudinals.